# تاداو فوكوي
تاداو فوكوي (باليابانية: 福王 忠世) (6 مايو 1984 في هيوغو في اليابان – )؛ هو لاعب كرة قدم ياباني سابق كان يلعب كمدافع.

## وصلات خارجية
- تاداو فوكوي على موقع الاتحاد الدولي (مؤرشف)  (الإنجليزية)
- تاداو فوكوي على موقع رابطة كرة القدم اليابانية للمحترفين (اليابانية)
- تاداو فوكوي على موقع قاعدة بيانات كرة القدم.إي يو (الإنجليزية)
- تاداو فوكوي على موقع Soccerway.com (الإنجليزية)
- تاداو فوكوي على موقع عالم كرة القدم.نت (الإنجليزية)